# Doryichthys boaja
A Doryichthys boaja a sugarasúszójú halak (Actinopterygii) osztályának pikóalakúak (Gasterosteiformes) rendjébe, ezen belül a tűhalfélék (Syngnathidae) családjába tartozó faj.

## Előfordulása
A Doryichthys boaja előfordulási területe Délkelet-Ázsiában van. A következő országokban található meg: Indonézia, Kambodzsa, Malajzia, Thaiföld és Vietnám. Kínában és a Kínai Köztársaságban való jelenléte még nincs bebizonyítva.

## Megjelenése
Ez a hal elérheti a 41 centiméter hosszúságot, emiatt a legnagyobb édesvízi tűhalnak számít. Színezete feltűnő; testén kék és barna sávok váltják egymást. Testét 22-24, míg farkát 32-38 csontos gyűrű borítja.

## Életmódja
Trópusi, édesvízi halfaj, amely a fenék közelében él. A folyókat és patakokat kedveli. Tápláléka kisebb rákok, férgek és rovarok.

## Szaporodása
A párzás során a nőstény a hím hasoldali költőerszényébe préseli az ikrákat.

## Felhasználása
Ennek a halnak nincsen halászata, legfeljebb az akváriumok részére fognak be belőle. Emberi tápláléknak csekély tápértéke miatt nem alkalmnas.